# 新萊諾克斯 (伊利諾伊州)
新萊諾克斯（英語：New Lenox）是位於美國伊利諾伊州威爾縣的一個村落。

## 地理
新萊諾克斯的座標為41°30′30″N 87°58′14″W / 41.50833°N 87.97056°W，而該地最高點為海拔高度204米（即669英尺）。

## 人口
根據2010年美國人口普查的數據，新萊諾克斯的面積為41.58平方千米，當中陸地面積為41.52平方千米，而水域面積為0.06平方千米。當地共有人口24,394人，而人口密度為每平方千米586人。